# Aleuș, Sălaj
Aleuș este un sat în comuna Halmășd din județul Sălaj, Transilvania, România. Elia.